# 2010-es labdarúgó-világbajnokság-selejtező (CAF – 1. forduló)
A 2010-es labdarúgó-világbajnokság afrikai-selejtezőjének 1. fordulójába a 2007. júliusi FIFA-világranglista alapján a 10 legrosszabb helyen rangsorolt afrikai csapatot sorolták, és sorsolással öt előselejtező mérkőzést képeztek.
A kialakított párosításokban oda-visszavágós rendszerben kellett a csapatoknak megmérkőzniük egymással.

## Párosítások
Az eredeti párosítások a következők voltak:
| #  | 1. csapat                 | 2. csapat            |
| -- | ------------------------- | -------------------- |
| 1. | Seychelle-szigetek        | Dzsibuti             |
| 2. | Bissau-Guinea             | Sierra Leone         |
| 3. | Közép-afrikai Köztársaság | São Tomé és Príncipe |
| 4. | Madagaszkár               | Comore-szigetek      |
| 5. | Szváziföld                | Szomália             |

Mivel São Tomé és Príncipe és Közép-Afrika nemzeti labdarúgó-válogatottjai a selejtezők megkezdése előtt visszaléptek, ezért az 1. forduló két legjobb helyen rangsorolt válogatottja Seychelle-szigetek és Szváziföld erőnyerővé lépett elő, és automatikusan a második körbe került. Az így kialakított új párosítások a következők lettek:
| #  | 1. csapat    | 2. csapat       |
| -- | ------------ | --------------- |
| 1. | Dzsibuti     | Szomália        |
| 2. | Sierra Leone | Bissau-Guinea   |
| 3. | Madagaszkár  | Comore-szigetek |

Az első párosítás válogatottjai megegyeztek abban (a szomáliai politikai helyzet miatt nem volt biztonságos egy selejtező mérkőzés megrendezése), hogy egy mérkőzés döntsön a továbbjutás sorsáról, Dzsibutiban. A másik két találkozó az eredeti kiírásnak megfelelően, oda-visszavágós rendszerben zajlott.

## Mérkőzések
| 2007. november 16. 16:00 (UTC+3) | Dzsibuti   | 1 – 0               | Szomália | el-Hádzs Haszán Gúled Stadion, Dzsibuti Nézőszám: 10,000 Játékvezető: Abd er-Rahmán (szudáni) |
| 2007. november 16. 16:00 (UTC+3) | Jászín 84' | (0 – 0) Jegyzőkönyv |          | el-Hádzs Haszán Gúled Stadion, Dzsibuti Nézőszám: 10,000 Játékvezető: Abd er-Rahmán (szudáni) |

Dzsibuti jutott a 2. fordulóba 1-0-s összesítéssel.
| 2007. október 17. 16:30 (UTC) | Sierra Leone | 1 – 0               | Bissau-Guinea | Nemzeti Stadion, Freetown Nézőszám: 25,000 Játékvezető: Mana (nigériai) |
| 2007. október 17. 16:30 (UTC) | Conteh 17'   | (1 – 0) Jegyzőkönyv |               | Nemzeti Stadion, Freetown Nézőszám: 25,000 Játékvezető: Mana (nigériai) |

| 2007. november 17. 16:30 (UTC) | Bissau-Guinea | 0 – 0 | Sierra Leone | Estádio 24 de Setembro, Bissau Nézőszám: 12,000 Játékvezető: Odartei (ghánai) |
| 2007. november 17. 16:30 (UTC) | Jegyzőkönyv   |       |              | Estádio 24 de Setembro, Bissau Nézőszám: 12,000 Játékvezető: Odartei (ghánai) |

Sierra Leone jutott a 2. fordulóba 1-0-s összesítéssel.
| 2007. október 14. 14:30 (UTC+3) | Madagaszkár                                                             | 6 – 2               | Comore-szigetek                 | Stade Municipal de Mahamasina, Antananarivo Nézőszám: 7,754 Játékvezető: Kaoma (zambiai) |
| 2007. október 14. 14:30 (UTC+3) | Andriatsima 30' 40' 49' (11-esből) 57' Rakotomandimby 65' Tsaralaza 79' | (2 – 1) Jegyzőkönyv | Midtádi 6' Bakar 53' (11-esből) | Stade Municipal de Mahamasina, Antananarivo Nézőszám: 7,754 Játékvezető: Kaoma (zambiai) |

| 2007. november 17. 15:00 (UTC+3) | Comore-szigetek | 0 – 4               | Madagaszkár                                          | Stade de Beaumer, Moroni Nézőszám: 1,610 Játékvezető: Damon (dél-afrikai) |
| 2007. november 17. 15:00 (UTC+3) |                 | (0 – 1) Jegyzőkönyv | Nomenjanaharay 37' 51' Rakotomandimby 61' Robson 73' | Stade de Beaumer, Moroni Nézőszám: 1,610 Játékvezető: Damon (dél-afrikai) |

Madagaszkár jutott a 2. fordulóba 10-2-es összesítéssel.